# Pallavicini János
Őrgróf Pallavicini János (Padova, 1848. március 18. – Pusztaradvány, 1941. május 4.) politikus, nagykövet, földbirtokos, a pusztaradványi Pallavicini-kastély tulajdonosa.

## Származása, pályafutása
Pallavicini János 1848-ban született az olasz eredetű főnemesi származású őrgróf Pallavicini családban. Édesapja, őrgróf Pallavicini Arthur (1810–1872), a 7. huszárezred kapitánya, édesanyja, gróf Spaur Teréz (1818-1902) csillagkeresztes hölgy volt. Apai nagyapja volt az a Pallavicini Edvard (1787–1839) őrgróf, aki 1827-ben megkapta a magyar honosságot. Testvére, Pallavicini Ede szintén politikai pályára lépett.
Tanulmányait a Soproni Főgimnáziumban és a bécsi egyetemen végezte, majd diplomáciai pályára lépett. 1875-ben követségi attasé lett Berlinben, három évre rá Párizsban, végül 1880-ban Londonban. 1887-től Belgrádban követségi titkár, 1894-ben Münchenben, majd ugyanebben az évben Szentpéterváron volt követségi tanácsos, 1897-ben rendkívüli követ és meghatalmazott miniszteri címet kapott. 1899-től bukaresti nagykövetként, 1906-tól konstantinápolyi nagykövetként működött, ahol nagy tekintélyre tett szert a diplomáciai testületen belül. Bosznia-Hercegovina 1908-as annexiója alatt az Osztrák–Magyar Monarchia érdekeit képviselte. Eközben 1911. március 9. és május 23. között gróf Aehrenthal Alajosnak, az Osztrák–Magyar Monarchia közös külügyminiszterének betegszabadsága alatt külügyminiszter-helyetteseként irányította a Monarchia diplomáciáját. Nagy része volt abban, hogy az első világháború alatt Törökország a központi hatalmak oldalán vett részt a háborúban.  A nyugalmazott nagykövetet 1927-ben élethossziglan a felsőház tagjává választották. Visszavonulása után 1941-ben Pusztaradványban hunyt el. Érdemei elismeréseként megkapta a Ferenc József-rend nagykeresztet, a Vaskorona-rend első osztályát, a Lipót-rend nagykeresztjét gyémántokkal és a Szent István-rend nagykeresztjét.
Egykori lakóhelye, a Pallavicini-kastély 2004-ben újjáépült, ma kastélyszállodaként működik.

## Házassága és leszármazottjai
Feleségét, Crowe-Reade Georginát (1852. április 1. - Pusztaradvány, 1936), angol főúri család sarját 1879. október 11-én vette feleségül, a házasságból a következő gyermekek születtek:
- A1 Artúr (Écska, 1880. szeptember 14. - San Francisco, 1968. május 23.), Lovassági kadétiskolát végzett és 1907-ben avatták fel, mint a 2. huszárezred zászlósát. 1912-ben került tartalékosi állományba, huszárfőhadnagyi rangban. Részt vett az I. világháborúban és századosként szerelt le.  Feleségét Harnoncourt Alice-t (Alice Fontaine & d'Harnoncourt-Unverzagt) (*1892) grófnőt 1912-ben vette feleségül, akitől 1923-ban elvált. Válása után, 1924-ben édesapjához költözött, Pusztaradványba. Gyermekeik:
  - B1 Artúr Károly (Écska, 1913. július 29.- San Martin de los Andes, Argentína 1973. május 5.)
  - B2 Antónia Antoinette (Écska, 1915. december 11.), aki 1938-ban Milan Rajic felesége lett
  - B3 Félix Hubertus János Zsigmond (Écska, 1920. november 3.), aki 1951-ben  Anna Teresa Lubomirska hercegnőt vette feleségül.
- A2 Antal (Écska, 1881. október  5. - 1929. május 24.) A morva-fehértemplomi (Mährisch-Weisskirchen) lovassági kadett (hadapród) iskolát végezte el és 1902-ben mint a brassói 2. huszárezred zászlósát avatták fel. 1909-ben áthelyezték a 8. huszárezredhez, Kecskemétre. Részt vett az első világháborúban; először mint főhadnagy később századosi rangban. Hadifogságba esett, ahonnan csak 1919-ben tért haza. Tetteiért számos magas katonai kitüntetést kapott. Miután hazatért a fogságból továbbra is a katonaságnál maradt, ahonnan alezredesi rangban vonult vissza. 1929-ben halt meg a fogságban szerzett betegsége következtében.
- A3 János (Pusztaradvány, 1883. április - Heidenheim, 1971. április 7.) konstantinápolyi nagykövet, valóságos belső titkos tanácsos (vbtt). Pusztaradványban született, katonai akadémiát végzett, az első világháborúban az orosz harctéren teljesített szolgálatot, 1918-ban huszárszázados volt. A török Medzsidzse rendjel  és a Károly Csapat kereszt birtokosa. Neje Solymosy Márta (1892. szeptember 2. - Cleveland, 1992. május 19.), kitől négy gyermeke született:
  - B1 Amália (Pusztaradvány, 1914. január 6.-?)
  - B2 János (Pusztaradvány, 1916. július 18. - 1944. július 10.), a II. világháborúban halt meg, Varsónál mell-lövést kapott.[2]
  - B3 Gábor (Torna, 1922. február 28-?)
  - B4 Éva (Martha Iris Maria) (Torna, 1923. október 2.-?)